# Chaetonotus balticus
Chaetonotus balticus is een buikharige uit de familie Chaetonotidae. De wetenschappelijke naam van de soort werd in 1926 voor het eerst geldig gepubliceerd door Remane.